# ماريا هيلينا دينيز
ماريا هيلينا دينيز (مواليد 1956، ساو باولو) هي قانونية وأستاذة جامعية برازيلية. حاليًا تشغل منصب أستاذ القانون المدني في الجامعة البابوية الكاثوليكية في ساو باولو، حيث حصلت على درجتي الماجستير (1974) والدكتوراه (1976). لها أكثر من أربعين كتابًا ومقالًا في مجال القانون وخاصة في المجال المدني.
في القانون الدستوري تقترح ماريا هيلينا دينيز تصنيفًا جديدًا يقوم على أساس عدم الملموسة وإنتاج تأثيرات ملموسة. وبالتالي فإنه يقسمها إلى معايير دستورية ذات فعالية نسبية مطلقة وكاملة وقابلة للتقييد وقابلة للتكامل (أو تعتمد على التكامل).